# Lorna Jordan
Lorna Jordan (1954 - 2021) é uma artista americana conhecida pelas suas obras públicas baseadas em temas ambientais. Ela faleceu no dia 24 de fevereiro de 2021.

## Obra (6ª ref esta morta)
A sua obra de arte pública Bow Passage Overlook está localizada no Pearce Estate Park em Calgary, Alberta.
O trabalho de Jordan em 1998, Waterworks Gardens, tornou visível o processo de processamento de água na estação de tratamento de águas residuais de Renton, Washington.
O trabalho de Jordan encontra-se incluído nas colecções do Seattle Art Museum e do Estado de Washington.